# Peter McCormick

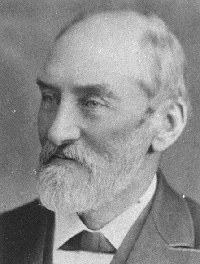
Peter Dodds McCormick (1912)

Peter Dodds McCormick (* 28. Januar 1833 in Port Glasgow in Schottland; † 30. Oktober 1916 in Waverley, ein Vorort von Sydney in New South Wales, Australien) war ein australischer Schullehrer und Komponist. Bekannt wurde er, weil er die australische Nationalhymne Advance Australia Fair komponierte. Er publiziert seine Lieder unter dem Pseudonym „Amicus“.

## Leben
Über Peter Dodds McCormicks frühes Leben ist wenig bekannt. Seine Eltern waren Peter McCormick und Janet, geborene Dodds. Er verbrachte seine Kindheit und Jugendzeit in Glasgow, bevor er nach seinem Berufsabschluss als Tischler am 21. Februar 1855 nach Sydney auswanderte. Peter McCormick heiratete am 16. Juli 1863 Emily Boucher, eine Lehrerin, die früh am 11. März 1866 im Alter von 22 Jahren starb. Am 22. Dezember 1866 heiratete er Emma Elizabeth Dening.

### Beruf
In Sydney betrieb Peter McCormick einen Möbelhandel und kam in Kontakt mit Musikvereinigungen, was sein Leben stark beeinflusste. Die meiste Zeit seines Lebens unterrichtete er als Schullehrer in Sydney. Ab dem Jahr 1863 wurde er als Lehrer an der St Mary's National School, ab dem Jahr 1867 an der Presbyterian Denominational School und ab dem Jahr 1878 bis zu seinem Dienstende im Jahr 1885 an der Plunkett Street Public School in Sydney angestellt.
McCormick war ein engagiertes Mitglied der Scottish Presbyterian Church. Beispielsweise betätigte er sich sogar als Steinmetz an der sanierungsbedürftigen Phillip Street Church, die heute nicht mehr existiert. Er war singendes Mitglied in einem großen Kirchenchor in Sydney. Ferner organisierte er Musikfeste kirchlicher Massenchöre in Australien. Seine Persönlichkeit wird als ultra-patriotisch und ultra-schottisch eingeordnet.

### Musikkomponist

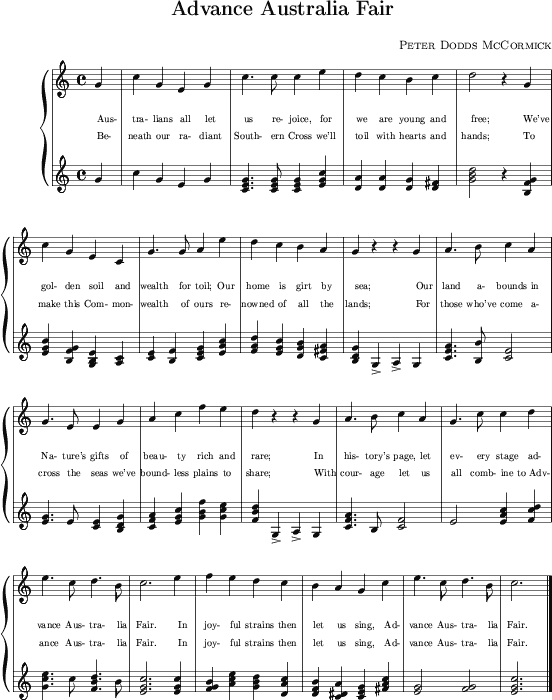
Advance Australia Fair

Peter McCormick komponierte etwa 30 patriotische und schottische Lieder, die von traditioneller schottischer Musik inspiriert waren. Darunter war auch „Advance Australia Fair“, die spätere Nationalhymne Australiens. Dieses Lied wurde am St  Andrew's Day, am 30. November 1878, auf einem Konzert der Highland Society zum ersten Mal öffentlich aufgeführt. Danach wurde „Advance Australia Fair“ immer populärer und verbreitete sich über ganz Australien. Später veröffentlichte er das Lied mit vier Strophen unter dem Pseudonym Amicus (bedeutet 'friend' in latin). Am 1. Januar 1901, an dem Tag, an dem sich der Staat Australien gründete, sangen mehr als 10.000 Personen sein Lied. 1907 ehrte ihn die Regierung von New South Wales für dieses Lied und überreichte ihm als Anerkennung einen Preis von £ 100. 1915 ließ Peter McCormick seine Rechte an dem Lied registrieren.

## Nationalhymne Australiens
Neben „Advance Australia Fair“ war für kurze Zeit das Lied Waltzing Mathilda ebenfalls als Nationalhymne anerkannt und wurde bei den Olympischen Spielen 1976 in Montreal verwendet. Bei einem Referendum sprach sich im Jahr 1977 eine Mehrheit von 43,6 % für sein Lied „Advance Australia Fair“ aus. Im Jahr 1984 erklärte die Australische Regierung „Advance Australia Fair“ zur offiziellen Nationalhymne, die die offizielle Hymne God Save the Queen ersetzte.